# Рогашка Слатина (община)
Община Рогашка Слатина (словен. Občina Rogaška Slatina) — одна з общин південно-східній частині Словенії. Адміністративним центром є місто Рогашка Слатина.

## Населення
У 2011 році в общині проживало 11031 осіб, 5564 чоловіків і 5467 жінок. Чисельність економічно активного населення (за місцем проживання), 4699 осіб. Середня щомісячна чиста заробітна плата одного працівника (EUR), 798,12 (в середньому по Словенії 987.39). Приблизно кожен другий житель у громаді має автомобіль (51 автомобілів на 100 жителів). Середній вік жителів склав 40,7 роки (в середньому по Словенії 41.8). 

## Відомі люди
- Франце Кідрич - словенський історик літератури, літературознавець.